# Гредель, Янко

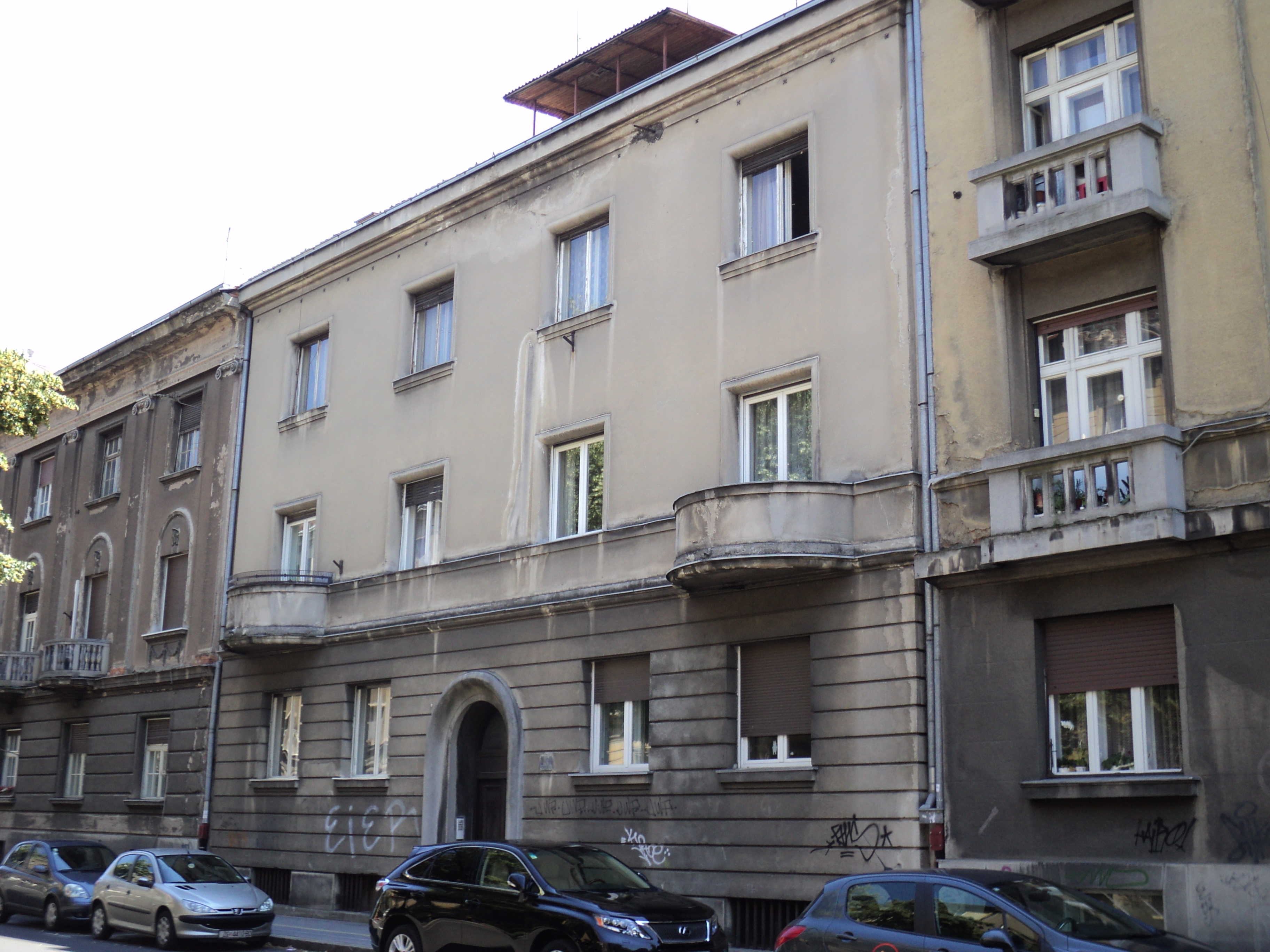
Дом на улице Кляича, 17. В нём был смертельно ранен Янко Гредель

Янко Гредель (хорв. Janko Gredelj, серб. Јанко Гредељ; 28 марта 1916, Загреб — 23 декабря 1941, там же) — югославский хорватский рабочий, партизан времён Народно-освободительной войны Югославии, Народный герой Югославии.

## Биография
Родился 28 марта 1916 в Загребе в семье рабочего. Окончил четыре класса гражданской школы, устроился работать на железнодорожную станцию. Окончил четыре класса железнодорожного училища, после чего занял должность рабочего на токарном станке. В молодости познакомился с революционным движением, в 1937 году был принят в Союз коммунистической молодёжи Югославии. Отличался большими организаторскими способностями, в 1938 году принят в Коммунистическую партию Югославии. Член культурного сообщества «Младост» (серб. Молодость) и рабочей горной группы «Пријатељ природе» (серб. Друг природы).
Во время гражданской войны в Испании Янко оказывал значительную помощь силам республиканцев. После эвакуации из Испании вернулся на родину, в 1939 году стал руководителем партийной ячейки на железнодорожной станции. До войны работал также курьером в партийных организациях Вараждина, Славонски-Брода, Осиека, Госпича и других хорватских городов. После начала войны и оккупации страны фашистами стал организатором партизанских групп на железной дороге. Его подопечные приняли бои против гестаповцев на Буковацкой дороге, на Загребской станции (там его отряд захватил целый склад оружия и боеприпасов: 60 винтовок, 5 пистолетов-пулемётов, 10 тысяч патронов и несколько ручных гранат).
Летом 1941 года Янко был арестован и брошен в тюрьму, где его регулярно допрашивали и пытали, но из-за отсутствия доказательств отпустили. Тут же он перешёл на нелегальное положение, а осенью 1941 года перебрался на работу в технический отдел ЦК КПХ на улице Кляича в доме 17 (там жил Илья Павешич). 23 декабря 1941 конспиративная квартира технического отдела была раскрыта, и усташи ворвались в дом, когда там велась печать газеты «Вјесник». Янко с двумя друзьями оказали сопротивление: один из друзей успел сбежать, второй был ранен и попал в плен. Сам Янко ранил трёх усташей, один из которых умер. Гредель попытался сбежать через забор, однако получил тяжёлое огнестрельное ранение и был схвачен. В больнице на Виноградской дороге он скончался от полученных ранений.

## Память
Янко Гредель похоронен на загребском кладбище Мирогой. 5 июля 1951 ему присвоили посмертно звание Народного героя Югославии. В его честь был назван завод железнодорожного транспорта «Гредель». На территории главного здания фабрики установлены памятный бюст и памятная доска.